# Боржомское ущелье

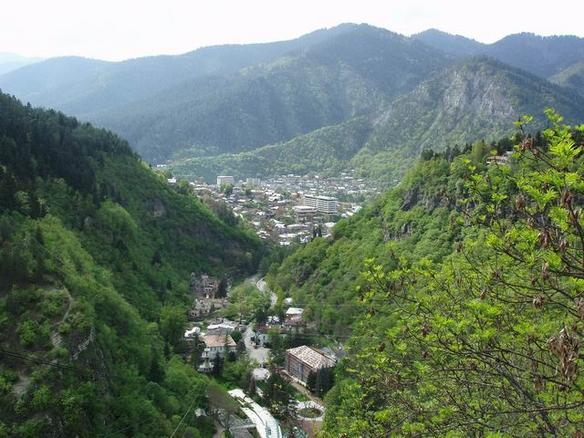
Вид на город Боржоми

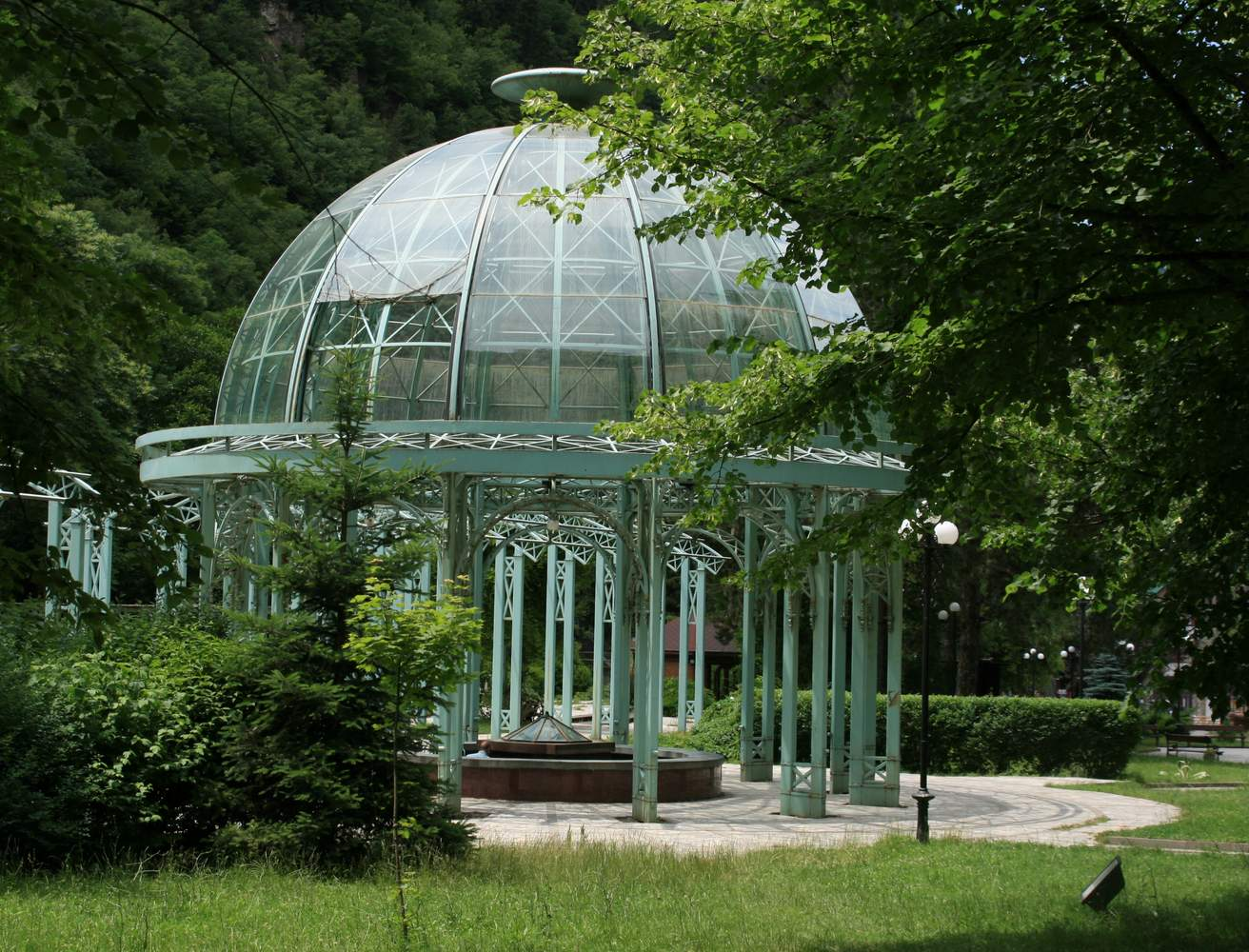
Источник минеральной воды

Боржо́мское уще́лье (груз. ბორჯომის ხეობა) — каньон в долине реки Куры, разделяет Месхетский и Триалетский хребты Малого Кавказа. Длина ущелья около 60 км, глубина 1300—1500 м. Склоны ущелья покрыты широколиственными и хвойными лесами.
Знаменитые месторождения минеральных вод, санатории.
В ущелье расположен город Боржоми, на склонах Месхетского хребта — Боржоми-Харагаульский национальный парк.
Ущелье пересекает нефтепровод Баку — Тбилиси — Джейхан.